# ورونیکا دیدوسنکو
ورونیکا دیدوسنکو (به انگلیسی: Veronika Didusenko) (زاده ۱۲ ژوئیه ۱۹۹۵) مدل و ملکه زیبایی اوکراینی است.
او درسال ۲۰۱۸ دختر شایسته اوکراین شد.